# Шингу
Шингу (на португалски: Xingú) е река в централната част на Бразилия, в щатите Мато Гросо и Пара, десен приток на Амазонка. Дължината ѝ е 1870 km, а площта на водосборния басейн – 520 292 km² (7,25% от водосборния басейн на Амазонка).
Река Шингу води началото си на 728 m н.в., под името Кулуени, от южния склон на масива Сера Азул, разположен в източната част на платото Мато Гросо. До устието на десния приток Сети ди Сетембру тече на североизток, а след това, вече под името Шингу – на север, като пресича северната част на Бразилското плато. Тук реката има мощно и бурно течение с множество прагове и малки водопади. След последните си прагове Кашуейра Гранди навлиза в Амазонската низина, като се превръща в много широка (до 8 km) и спокойна равнинна река. Влива се отдясно във върха на делтата на Амазонка, на 0 m н.в., при град Порто де Мос, като образува дълъг над 160 km и широк от 8 до 12 km естуар, който е достъпен и за плитко газещи морски кораби.
Основни притоци: леви – Кулизео, Тамитатуала (330 km), Ронуру (400 km), Манисауа, Мису, Ирири (1151 km, най-голям); десни – Тангуру, Суя Мису (450 km), Либердади, Рио Фреско (560 km), Бакажа (374 km). Подхранването ѝ е предимно дъждовно, с ясно изразено пълноводие от октомври до април и май. Среден годишен отток в долното течение 9700 m³/s. Плавателна е само в най-долното си течение, на 190 km от устието, до праговете Кашуера Гранди, а нагоре – в отделни участъци за плитка газещи речни съдове. През ноември 2019 г. в района на град Алтамира е пусната в експлоатация мощна ВЕЦ, разположена в основата на преградната стена на големия язовир „Бело Монте“. В горното ѝ течение е разположен Националният парк „Шингу“. По течението ѝ са разположени предимно малки населени места: Сенадор Жозе Порфирио, Алтамира, Витория до Шонгу, Порто де Мос. Общо по течението ѝ живеят около 25 000 местни жители от различни етнически групи.